# Mårten Hagström
Mårten Hagström (ur. 27 kwietnia 1971) – szwedzki muzyk i kompozytor. Gitarzysta grupy muzycznej Meshuggah.
Hagström używa gitar siedmio- i ośmiostrunowych firm Nevborn i Ibanez. Główne instrumenty muzyka to Nevborn custom 8 i Ibanez Custom 8-String, którego korpus wykonany jest z olchy z trójwarstwowym gryfem wykonanym z klonu (menzura 30" {750mm}), palisandrową podstrunnicą bez oznaczeń na progach, mostkiem Ibanez FX Edge III-8 oraz przystawką gitarową Lundgren Model 8. Mårten stroi swój instrument w następujący sposób: F, B, Es, As, Des, Ges, B, Es (od struny najgrubszej do najcieńszej). Do gitary używa ponadto strun o grubości 0.70 – 0.52 – 0.46 – 0.36 – 0.26 – 0.16 – 0.11 – 0.09
W 2004 roku muzyk wraz z Fredrikiem Thordendalem został sklasyfikowany na 35. miejscu listy 100 najlepszych gitarzystów heavymetalowych wszech czasów według magazynu Guitar World.